# 네오다다
네오다다(Neo-Dada), 신다다, 네오 다다이즘(NeoDadaism)은 초기 다다이즘 작품의 의도와 비슷한 방식을 지닌 청각, 시각, 문학적 표현 운동이다. 유의어로 반예술 운동이라고 한다.
미국에서 네오다다는 1960년대에 바바라 로즈에 의해 보급되었으며, 그린다고 하는 행위를 지상(至上)으로 삼은 액션 페인팅에 대하여, 현실적인 기호나 오브제를 화면에 받아들인 데에 신선한 느낌이 있다. 이 비(非)에스테틱한 성격이 과거의 다다이슴 운동을 상기하게 한다는 데에서 이 명칭이 붙여졌다. 재스퍼 존스와 로버트 라우센버그 등이 그 대표적인 화가로 알려졌다.

## 이 용어와 관련된 화가
- 요제프 보이스
- 재스퍼 존스
- 앨런 캐프로
- 오노 요코
- 백남준
- 데이비드 우다드